# Léon Isidore Molinos
Pour les articles homonymes, voir Molinos.
Léon Isidore Molinos, né le 18 janvier 1828 à Paris et mort à Paris 17e le 11 décembre 1914, est un ingénieur civil, président et administrateur de sociétés, maître de forges, et armateur français

## Biographie

### Famille
Second fils d'Auguste Isidore Molinos (1790-1848), architecte, et de son épouse Loïs Renoult (1800-18..), il est précédé par son frère aîné Paul Jacques Auguste Molinos (1819-19..), puis suivie d'une jeune sœur : Anne Marie Renée Molinos (1834-1914), salonnière et cantatrice amateur mezzo-soprano, qui épousera en 1857 le docteur Ulysse Trélat (1828-1890) avec lequel elle aura deux enfants, dont Marcel Trélat président du Bône-Guelma.
Vers 1860, il épouse Marie Hingray (1836-1898) et ils auront 3 enfants :
- Louise Marguerite Molinos (1864-1944), épouse le 25 juillet 1900 à Paris XVIIe, Antoine Guy Guillaume Robert de Dampierre (1861-1934), Saint-Cyrien[Note 1] ,
- Charles René Molinos (1866-1898), ingénieur, polytechnicien,
- Marie Benjamine Molinos (1877-1976), épouse le 28 juin 1901 André Colonna Walewski (1871-1954), fondateur de la Compagnie française des automobiles de place dite plus tard Taxis G7.

### Carrière
Élève de l'École centrale de Paris, il est major de sa promotion en 1851. Précurseur, il est l'inventeur des chemins de fer de montagne à adhérence magnétique et présente avec son ami et condisciple C. Pronnier à l'Exposition universelle de 1855 une chaudière tubulaire avec foyer fumivore à double courant d'air forcé qui sera testée pendant deux mois et présentera un certain nombre d'améliorations techniques.
En 1851, alors qu'il participe à la construction du chemin de fer de Saint-Germain, il participe également à la construction du Pont ferroviaire d'Asnières conçu par Eugène Flachat, au sein de la société Ernest Goüin et Cie en qualité de chef du bureau d'études. En 1852 il devient membre de la Société des ingénieurs civils jusqu'à sa mort en 1914. Il en sera membre du Comité de 1856 à 1861 et de 1863 à 1867 puis en 1870, 1874 et 1875. Vice-Président en 1871, 1872 et 1878, ainsi que Président en 1873 et 1896, puis Président d'honneur depuis 1909.
Toujours avec Pronnier, il réalise en 1853 son projet de Touage avec chaîne noyée à adhérence mécanique qui sera complété en 1884 par l'emploi de l'adhérence magnétique d'après le système Molinos et de Bovet. Il fonde donc la Compagnie de Touage de la Basse Seine et de l'Oise (TBSO) qui va fusionner en 1898 avec  la (TRSO) Société de Touage et de Remorquage sur la Seine et l'Oise, dirigée par deux frères Frédéric et Gustave Williams, la nouvelle société devient (SGTR): Société Générale de Touage et de Remorquage dont le premier conseil d'administration est composé de messieurs : Molinos, A. de Bovet, Chandora, Guitton, Meyer, F. Williams. Le président étant Léon Molinos. Monsieur Lavaud, centralien est nommé ingénieur en chef et monsieur Avril, ingénieur.
Il réalise à partir de 1860, toujours avec Pronnier, le funiculaire de la rue Terme à Lyon d'une longueur de 489 mètres comportant deux stations. Il fut inauguré le 1er juin 1862, avec la visite de Napoléon III. Il est fermé le 31 décembre 1967 pour devenir un tunnel routier.
Après 1862, il construit deux autres lignes de chemins de fer de montagne : Ciudad Real à la gare de Badajoz en Espagne, et la seconde: ligne de Marle à Montcornet à Pontséricourt
En 1881, il fonde avec la maison Mirabaud et Cie, la Société française d'Études d'entreprise (SFEE), sur laquelle il s'appuie, et une dizaine de sociétés, dans lesquelles il ne prend qu'une petite participation financière.
Entre 1891 et 1895, il fait construire au no 14 boulevard de la Mer à Dinard, une villa de style malouinière dite La Lorraine, construite en front de mer avec vue sur la Manche et le centre historique de Saint-Malo. Cette villa est aujourd'hui inscrite au recensement du patrimoine balnéaire, patrimoine balnéaire sur la Côte d'Emeraude
En 1897, il fonde et dirige La Société des Voiliers Français appelé aussi familièrement Société des Voiliers Parisiens, car elle avait son siège à Paris, au no 12 rue d'Enghien. Les voiliers de cette compagnie firent la majorité de leurs voyages vers San Francisco, le Puget Sound et Portland en Orégon pour le transport de minerai.

### Décès et obsèques
Il meurt le 11 décembre 1914 à son domicile du 15, rue Eugène Flachat, à Paris 17e.
Après la levée du corps et l'absoute donnée par le chanoine Pagis, curé de la paroisse, ses obsèques sont célébrées le 15 décembre 1914 à midi en l'église Saint-François-de-Sales de Paris, en présence de ses gendres qui ont conduit le deuil : le vicomte Guy de Dampierre et le comte André Walewski .
Au cimetière de Montparnasse, des discours furent prononcés par MM. Hillairet, au nom de la Société des Ingénieurs civils de France, Beigbeder pour la Compagnie des phosphates et du chemin de fer de Gafsa, Laurent au nom de la Société des Forges et Aciéries de la Marine et d'Homécourt, M. Gabriel Chanove, au nom de la Compagnie française du matériel de chemin de fer.

## Postes
- 1862 : Ingénieur en chef du chemin de fer de Lyon à la Croix-Rousse, et des chemins de fer du Médoc
- Fondateur en 1871, puis Président du conseil d'administration de la Compagnie des forges et aciéries de la Marine et d'Homécourt, dont le siège social était au no 98 rue de la Victoire.
- Président en 1873 et 1886, puis président-d'honneur en 1909 de la Société des ingénieurs civils de France.
- 1878 : Directeur-adjoint de la Chemin de fer de La Réunion
- 1884 : Administrateur délégué de la Société anglaise de pavage en bois
- 1885 : "Tête chercheuse" du Groupe Mirabaud
- 1893 : Administrateur de la Société d'études et d'exploitation du Congo français (1893-1897)
- 1894 : Administrateur de la Compagnie franco-russe des Ciments Portland de Guelendjik
- 1896 : Administrateur délégué de la Société française des études et entreprises
- 1897 : Président de la S.A. des Établissements Lazare Weiller (future Tréfileries et laminoirs du Havre)
- 1898 : Président du conseil d'administration de la SGTR
- Président-fondateur de la Société des voiliers français
- Représentant aux Automobiles Georges Richard
- Administrateur en 1855, puis Président de 1898 à 1912 du conseil d'administration de la Société du Touage de la Basse-Seine et de l'Oise, puis de sa suite Société générale de touage et de remorquage[Note 3], dont le siège social est au no 19 rue d'Athènes[6]Groupe Touax
- 1898, Administrateur de la Compagnie franco-russe des ciments Portland pouzzolane artificiels d'Ekatérinoslaw et de Ouasta-Mesloula en 1903, et des mines de Bor en Serbie en 1905.
- 1906 : Président du conseil d'administration de la Compagnie des phosphates et des chemins de fer de Gafsa (Tunisie), dont le siège social est au no 60 rue de la Victoire
- 1909 : Président du conseil d'administration de la Compagnie française de matériel de chemin de fer

## Publications
- L. Molinos et C. Pronnier,  Traité théorique et pratique de la construction des ponts métalliques, A. Morel éditeur, Paris, 1857.
- L. Molinos et C. Pronnier,  Chaudière tubulaire avec foyer fumivore à double courant d'air forcé dans :  Publication industrielle des machines outils..., par Aimé Armangaud, 3ème édition, Paris, 1857,p. 234-249
- Souvenirs d'un octogénaire: la Révolution de 1848, les hommes du Premier Empire, quelques types disparus, la musique du théâtre d'autrefois et celle d'aujourd'hui, la question du jury, Paris, Plon-Nourrit, 1914, V−363 p..

## Distinctions
- Officier de la Légion d'honneur